# Adolphe Dureau de la Malle
Adolphe Jules César Auguste Dureau de la Malle (Parigi, 3 marzo 1777 – Orne, 17 maggio 1857) è stato un naturalista, storico e disegnatore francese.

## Biografia
Era il figlio dello studioso e traduttore Jean-Baptiste Dureau de la Malle.
Il 12 novembre 1813 divenne socio dell'Accademia delle scienze di Torino.
Dureau de la Malle pubblicò una serie di opere sull'economia e sulla topografia dei paesi classici, cioè l'Italia e Cartagine ai tempi dell'Impero Romano e come naturalista.
Inoltre, fu il primo ad usare il termine successione (prima dello zoologo Steenstrups) su un fenomeno ecologico; e il termine Ecologia della comunità per un assemblaggio di individui vegetali di diverse specie (prima dello zoologo Karl Möbius).

## Opere
- On the population in ancient Italy (1825)
- On agriculture, administration and units of measurement of the Romans (1827–1828)
- On the topography of Carthage (1835).

- De l'Origine et de la patrie des Céréales (1819 et 1826);

- Mémoire sur l'alternance ou sur ce problème: la succession alternative dans la reproduction des espèces végétales vivant en société, est-elle une loi générale de la nature. Annales des sciences naturelles, 15 (1825): 353-381